# Ploče
Ploče est une ville et une municipalité située dans le comitat de Dubrovnik-Neretva, en Croatie. Au recensement de 2001, la municipalité comptait 10 834 habitants, dont 95,12 % de Croates et la ville seule comptait 6 617 habitants.

## Histoire
Le port de Ploče est considéré dans les années 2020 comme l’un des nœuds du trafic de drogue dans l’Adriatique.

## Localités
La municipalité de Ploče compte 9 localités :
- Baćina
- Banja
- Komin
- Peračko Blato
- Plina Jezero
- Ploče
- Rogotin
- Staševica
- Šarić Struga